# 卡斯泰尔贝利诺
卡斯泰尔贝利诺（義大利語：Castelbellino），是意大利安科纳省的一个市镇。总面积5.92平方公里，人口4783人，人口密度807.9人/平方公里（2009年）。ISTAT代码为042008。